# Jean-Pierre Haigneré
Jean-Pierre Haigneré (* 19. Mai 1948 in Paris, Frankreich) ist ein ehemaliger französischer Astronaut.

## Leben

### Militärische Laufbahn
Ab 1969 studierte Haigneré an der Hochschule der französischen Luftwaffe in Salon-de-Provence, die er 1971 als Diplom-Ingenieur verließ. Anschließend wurde er bis 1973 in Tours als Kampfpilot ausgebildet.
Bis 1980 diente er als Pilot und Geschwaderführer beim 13. Geschwader in Colmar, wo er auf verschiedenen Typen der Dassault Mirage eingesetzt wurde.
Im Jahre 1981 besuchte Haigneré die Testpilotenschule MoD Boscombe Down, Großbritannien, wo er die Auszeichnungen „Hawker Hunter“ und „Patuxent Shield“ erhielt. Seine Abschlussarbeit schrieb er über den Senkrechtstarter Hawker Siddeley Harrier.
Zurück in Frankreich war er für die Einführung einer Version der Mirage 2000 verantwortlich, außerdem für Flugvorführungen der Dewoitine D.520 am Militärflugplatz Brétigny-sur-Orge. 1983 stieg er zum Chef-Testpilot auf.
Haigneré flog über 100 verschiedene Flugzeugtypen, er hat Lizenzen für Verkehrsflugzeuge, Hubschrauber und Wasserflugzeuge.

### Raumfahrertätigkeit

#### Auswahl und Vorbereitung
Im September 1985 wurde Haigneré von der französischen Raumfahrtagentur CNES für die zweite französische Astronautengruppe ausgewählt.
Er trat seinen Dienst am 1. September 1986 an. Zunächst arbeitete er an der Entwicklung des europäischen Raumgleiterprojekts Hermes mit. Außerdem war er für die Entwicklung und Einführung des Parabelflug-Programms „Caravelle Zéro G“ verantwortlich.

#### Mir-Antares
Im Dezember 1990 wurde Haigneré als Ersatzmann für den französisch-sowjetischen Forschungsflug Mir-Antares ausgewählt. Zusammen mit Michel Tognini, der erste Wahl war, wurde Haigneré ab Januar 1991 im sowjetischen Juri-Gagarin-Kosmonautentrainingszentrum auf diesen Raumflug vorbereitet. Der Flug fand im Juli und August 1992 statt.

#### Mir-Altair
Für die nächste französisch-sowjetischen Mission, Mir-Altair, wurde Haigneré im Oktober 1992 dann erste Wahl. Am 1. November 1992 begann er zusammen mit seiner Reservistin Claudie André-Deshays die Ausbildung. Die Prüfung fand am 4. Juni 1993 vor der Großen Kommission unter Vorsitz des Ex-Kosmonauten Juri Glaskow statt.
Der Start der Mission Mir-Altair erfolgte am 1. Juli 1993 mit dem Raumschiff Sojus TM-17 vom kasachischen Kosmodrom Baikonur. Mit an Bord waren Kommandant Wassili Ziblijew und Bordingenieur Alexander Serebrow.
Zwei Tage später koppelte das Raumschiff an die Raumstation Mir, in der sich die Kosmonauten Gennadi Manakow und Alexander Polstschuk befanden.
Haigneré widmete sich dem Forschungsprogramm, das aus verschiedenen Experimenten der Biowissenschaft, der Materialwissenschaft und der Technologie bestand. Am 22. Juli kehrte er zusammen mit Manakow und Polestschuk im Raumschiff Sojus TM-16 zur Erde zurück.
Sein erster Raumflug hatte 20 Tage gedauert, wesentlich länger als die der Gastkosmonauten aus dem Interkosmos-Programm. Nur Jean-Loup Chrétien hatte 1988 einen längeren Aufenthalt als Gast an Bord der Mir verbracht.
Ab September 1995 war Haigneré bei der französischen Botschaft in Moskau für Raumfahrt-Themen zuständig. Gleichzeitig war er während der Missionen Mir 95 und Mir-Cassiopée Verbindungsmann zwischen der russischen Leitstelle in Kaliningrad und der Besatzung der Mir.
Nach seiner Rückkehr war er in Frankreich für die Airbus-Maschine zuständig, die das CNES für Parabelflüge erworben hatte. Die Lizenz als Airbus-Pilot hatte Haigneré im Jahr 1994 erhalten.

#### Mir-Pegase
Im Dezember 1996 gab das CNES die Besatzung für den nächsten französisch-russischen Forschungsflug Mir-Pégase bekannt: als Raumfahrer wurde Léopold Eyharts nominiert, Ersatzmann war wiederum Jean-Pierre Haigneré. Ab dem 12. Januar 1997 bereiteten sich die beiden im russischen Sternenstädtchen auf diese Mission vor.
Eyharts startete am 29. Januar 1998 mit Sojus TM-27 zur Raumstation Mir und kehrte nach 20 Tagen mit Sojus TM-26 zurück.

#### Mir-Perseus
Im Juni 1998 wechselte Haigneré offiziell in das Europäische Astronautenkorps, wurde aber für die laufende Mission des CNES freigestellt.
Kurz zuvor war er für die nächste französisch-russische Forschungsmission, Mir-Perseus ausgewählt worden, die dieses Mal einen mehrmonatigen Aufenthalt eines Gastkosmonauten vorsah. Als Ersatzfrau war wie bei seinem ersten Raumflug Claudie André-Deshays eingeteilt.
Der Start erfolgte am 20. Februar 1999 mit Sojus TM-29. Außer dem russischen Kommandant Wiktor Afanassjew war mit Ivan Bella aus der Slowakei noch ein zweiter Gastkosmonaut an Bord. Dies war das erste Mal, dass ein Sojus-Raumschiff zwei Ausländer transportierte.
Sojus TM-29 koppelte zwei Tage später an die Raumstation Mir an, in der sich zu dieser Zeit Gennadi Padalka und Sergei Awdejew befanden. Padalka und Bella kehrten mit Sojus TM-28 zur Erde zurück, so dass die neue Besatzung der Station aus Afanassjew, Awdejew und Haigneré bestand.
Im Gegensatz zu früheren Missionen mit Gastkosmonauten war Haigneré nicht nur Forschungskosmonaut, sondern vollwertiger Bordingenieur mit weitreichenden Tätigkeiten und Verantwortlichkeiten. Unter anderem führte Haigneré zusammen mit Afanassjew am 16. April 1999 einen Weltraumausstieg durch.
Zum Zeitpunkt dieses Raumfluges war die Zukunft der Mir noch unklar. Es war mehr als fraglich, ob die Mittel für eine weitere Besatzung aufgebracht werden konnten. Haigneré und die beiden russischen Kosmonauten bereiteten die Raumstation somit auf eine längere unbemannte Zeit vor.
Als Haigneré, Afanassjew und Awdejew am 28. August 1999 landeten, ging eine knapp zehnjährige Ära zu Ende, während der sich stets mindestens ein Raumfahrer im All befand.
Mit einer Flugdauer von 188 Tagen stellte Haigneré einen neuen Langzeitrekord für Raumfahrer aus Gastnationen auf, der seither nicht gebrochen wurde. Haignerés Rekord für die längste Gesamtzeit (209 Tagen) brach Thomas Reiter im August 2006.

### Nach der aktiven Zeit
Nach diesem Raumflug wurde Haigneré Leiter des Astronautenteams der ESA. Dieses Amt hatte er bis November 1999 inne.
Seitdem ist er führender Berater des ESA-Startdirektors für mögliche Flüge der Sojusrakete vom Centre Spatial Guyanais in Kourou in Französisch-Guayana.
Am 3. Dezember 2005 gründete Haigneré zusammen mit Laurent Gathier von Dassault Aviation und Alain Dupas vom CNES den Astronaute Club Européen (ACE). Dieser Verein hat zum Ziel, den europäischen Weltraumtourismus zu fördern.

## Ehrungen
Haigneré ist Offizier der Ehrenlegion und Chevalier des Ordre national du Mérite. Er trägt die Médaille de l’Aéronautique, den russischen Orden „Für persönlichen Mut“, verliehen vom russischen Präsident Boris Jelzin. Im Jahr 1994 wurde ihm der „Grand Prix de l'Académie de Lutèce“ verliehen.
Der Asteroid (135268) Haigneré, der im September 2001 entdeckt wurde, wurde nach seiner Frau Claudie und ihm benannt.

## Privates
Jean-Pierre Haigneré ist in zweiter Ehe mit der Astronautin Claudie Haigneré verheiratet und hat drei Kinder, zwei davon aus erster Ehe.